# Hemmingen (Württemberg)
Hemmingen ist eine Gemeinde im Landkreis Ludwigsburg in Baden-Württemberg. Sie gehört zur Region Stuttgart (bis 1992 Region Mittlerer Neckar) und zur europäischen Metropolregion Stuttgart.

## Geographie

### Geographische Lage
Die Gemeinde Hemmingen liegt im Herzen des Strohgäus ca. 14 Kilometer nordwestlich von Stuttgart. Der tiefste Punkt des Gemeindegebietes befindet sich mit 258,1 m ü. NHN an der Glems, der höchste Punkt wird mit 387 m ü. NHN im Südwesten an der Gemarkungsgrenze zu Heimerdingen gemessen.

### Nachbargemeinden
- Ditzingen-Heimerdingen
- Ditzingen-Schöckingen
- Eberdingen-Hochdorf
- Schwieberdingen
- Korntal-Münchingen

### Gemeindegliederung
Zu Hemmingen gehören das Dorf Hemmingen und die Häuser Hagmühle, Rohrsperg und Sägmühle sowie die abgegangenen Ortschaften Dollingen, Hochstetten und Hofstetten.

### Flächenaufteilung
Nach Daten des Statistischen Landesamtes, Stand 2014.

## Geschichte

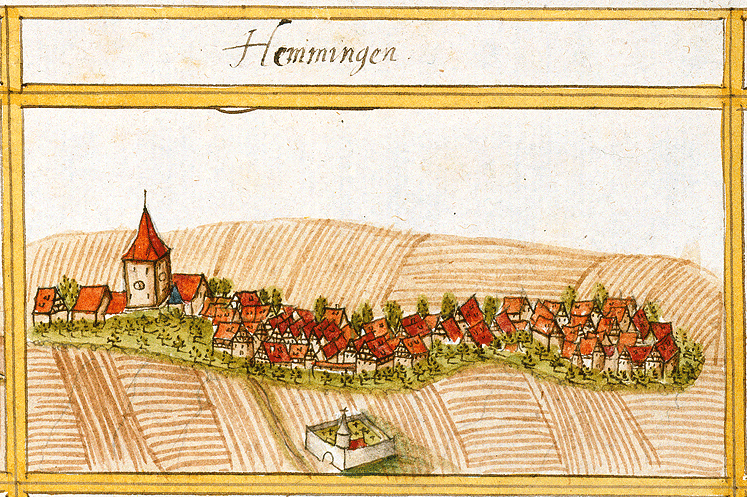
Hemmingen 1682, Forstlagerbuch von Andreas Kieser

### Vorgeschichte
Erste Spuren menschlicher Aktivität in Hemmingen stammen aus der Jungsteinzeit. An mehreren Stellen auf dem Gemeindegebiet wurden Hinweise auf Siedlungen aus der Zeit der Bandkeramik und der Rössener Kultur entdeckt, die meisten davon im westlich des heutigen Orts. Ebenso finden sich Überreste von mehreren eisenzeitlichen Hügelgräbern auf den Feldern um Hemmingen. Nordwestlich der Kreuzung der K1653 und K1654 stehen im dortigen Spitalwald die Überreste eines römischen Gutshofs. Bei Bauarbeiten im Gewann Schauchert in den 1960er-Jahren wurde ein größeres Gräberfeld aus der Merowingerzeit mit insgesamt 59 Gräbern freigelegt.

### Mittelalter
Aus dem Frühmittelalter sind Friedhöfe bekannt, darunter eine Adelsnekropole sowie ein Reihengräberfeld, was auf eine frühe Besiedlung von Hemmingen schließen lässt. Zur Zeit der Karolinger im 9. Jahrhundert war das elsässische Kloster Weißenburg am Ort begütert.
Im Jahre 991 wurde Hemmingen erstmals urkundlich erwähnt. Vom 13. bis 15. Jahrhundert hatte das Kloster Bebenhausen beträchtlichen Grundbesitz in Hemmingen.

### Frühe Neuzeit
Hemmingens Geschichte wurde viele Jahrhunderte dadurch geprägt, dass die Herrschaft über den Ort seit dem 14. Jahrhundert zwischen dem Adel von Schloss und Gutshof und der württembergischen Landesherrschaft geteilt war. Nach dem Aussterben der Herren von Hemmingen waren zunächst die Nippenburger Ortsherren. Im Jahre 1650 gab Herzog Eberhard III. den Ort Hemmingen an Johann Konrad Varnbüler als Lehen, da Varnbüler als württembergischer Gesandter bei den Verhandlungen zum Frieden von Westfalen große Dienste geleistet hatte. Somit lag die Ortsherrschaft nun bei der Familie Varnbüler.

### Seit der Errichtung des Königreichs Württemberg
Hemmingen gehörte zum württembergischen Amt Leonberg und blieb auch nach der Errichtung des Königreichs Württemberg dem Oberamt Leonberg zugeordnet. Durch das Wirken Karl von Varnbülers als Finanzminister und seines gleichnamigen Sohnes Karl als leitendem württembergischem Minister war Hemmingen in Württemberg überregional bekannt. 1906 schlossen die Württembergischen Nebenbahnen den Ort Hemmingen mit der Eröffnung der Strohgäubahn an den Schienenverkehr an. Die Verwaltungsreform während der NS-Zeit in Württemberg führte 1938 zur Zugehörigkeit zum Landkreis Leonberg.

### Nachkriegszeit
1945 wurde der Ort Teil der Amerikanischen Besatzungszone und gehörte somit zum neu gegründeten Land Württemberg-Baden, das 1952 im jetzigen Bundesland Baden-Württemberg aufging.
In den Nachkriegsjahren vollzog sich in Hemmingen eine sichtbare Entwicklung. Dabei wurde zunächst südlich des alten Dorfkerns ein großes Neubaugebiet errichtet, welches sich als Halbkreis um den alten Ort anlagert. Seit dem Ende der 1960er Jahre gab mehrere Bauphasen für Wohnhäuser im Osten und Nordwesten des alten Dorfkerns. Im Südwesten des Orts entstand ein ausgedehntes Gewerbegebiet.
1973 erfolgte die Kreisreform in Baden-Württemberg, bei der Landkreis Leonberg aufgelöst und Hemmingen dem Landkreis Ludwigsburg zugeordnet wurde. Hemmingen und Schwieberdingen sind seit 1974 im Gemeindeverwaltungsverband Schwieberdingen-Hemmingen verbunden.

## Religionen
Bis zur Reformation gehörte Hemmingen zum Bistum Speyer und war dem Landkapitel Grüningen im Archidiakonat Trinitatis unterstellt. 1534 befahl der evangelische Herzog Ulrich, dass ganz Württemberg und damit auch Hemmingen von nun an evangelisch sein sollten. Lediglich die damaligen Ortsherren von Nippenburg blieben katholisch und feierten weiterhin private katholische Messen im Schloss.
Die evangelische Kirchengemeinde Hemmingen hat heute gut 3000 Mitglieder. Sie gehört zum Kirchenbezirk Ditzingen der Evangelischen Landeskirche in Württemberg. Die Gottesdienste werden in der Laurentiuskirche abgehalten. Außerdem können in dem Gemeindehaus Feste abgehalten werden, nach Mietung. Auch kirchliche Feste werden dort oft gefeiert. Die ejh (Evangelische Jugend Hemmingen) ist für die Jugendarbeit verantwortlich.
Die katholische Kirchengemeinde Hemmingen besteht aus etwa 1900 Gemeindegliedern. Sie bildet mit Münchingen eine Gemeinde und eine Seelsorgeeinheit mit Korntal (dort Pfarramt) im Dekanat Ludwigsburg der Diözese Rottenburg-Stuttgart. Seit 1959 besitzt die katholische Kirchengemeinde die eigene Kirche St. Georg mit Gemeindezentrum.
Auch eine Gemeinde der Neuapostolischen Kirche existiert in Hemmingen.
Zudem leben in Hemmingen rund 400 bis 500 Muslime.

## Politik

### Gemeinderat
Die Gemeinderatswahl am 9. Juni 2024 führte zu folgender Sitzverteilung:
- CDU: 7 Sitze (±0)
- FWH: 5 Sitze (±0)
- SPD: 3 Sitze (−1)
- FDP: 2 Sitze (+1)
- Grüne: 1 Sitz (+1)
- Bündnis der Vielfalt (BdVH): 0 Sitze
- PARTEI: 0 Sitze (−1)

### Bürgermeister
Heinrich Rathfelder (1922–1985) war von 1948 bis 1978 Bürgermeister in Hemmingen. Ihm folgte Werner Nafz (* 13. April 1944; FW), der das Amt vom 12. März 1978 bis zum 11. März 2010 innehatte. Seine Amtszeit lief altersbedingt aus. Als Nachfolger wurde am 7. Februar 2010 Thomas Schäfer (* 11. Januar 1982; CDU) gewählt und am 12. März 2010 in sein Amt eingeführt. Die Wiederwahl fand am 17. Dezember 2017 statt. Schäfer wurde mit über 96 % im Amt bestätigt.

### Wappen und Flagge
Das Gemeindewappen zeigt in Gold einen aufrecht gestellten blauen Rost mit abwärts weisendem Griff. Der Rost ist das Märtyrerattribut des Hemminger Kirchenpatrons, des Heiligen Laurentius. Die Gemeindeflagge ist blau-gelb und wurde am 15. April 1980 verliehen.

### Städtepartnerschaften
Es besteht eine Partnerschaft mit der italienischen Gemeinde Almenno San Bartolomeo in der Lombardei.
Seit 2019 heißt der Platz vor der Gemeinschaftshalle in Hemmingen Almenno-San-Bartolomeo-Platz.

## Kultur und Sehenswürdigkeiten

### Chöre
Der 1946 gegründete Posaunenchor der evangelischen Kirchengemeinde ist ein eigenständiger Verein und hatte 2016 ca. 20 aktive Mitglieder.
Seit 1952 existiert der Spielmanns- und Fanfarenzug Hemmingen e. V., der bereits größere Auslandstouren bestritten hat (z. B. 2003 auf Einladung Chinas beim „Shanghai International Arts Festival“).

### Sport
In Hemmingen gibt es mehrere Sportvereine. Die GSV Hemmingen bietet verschiedene Breitensportarten an, unter anderem Fußball, Handball, Tennis und Tischtennis. In den Abteilungen Handball und Schwimmen existiert eine Partnerschaft mit dem TSV Schwieberdingen. Bekannte ehemalige Sportler der GSV sind Fußballprofi Serge Gnabry, sowie die Handballprofis Maike März, Dinah Eckerle und Marcus Rominger.
Im Schützenverein Hemmingen wird Schießsport betrieben.

### Bauwerke
Die Laurentiuskirche ist das älteste Gebäude im Dorf und liegt in der Ortsmitte am Marktplatz und neben dem Schloss.
Der Kaiserstein (Hemmingen) ist ein rund sechs Meter hoher Stein südlich von Hemmingen bei 9° 2′ 10″ östlicher Länge und 48° 51′ 30″ nördlicher Breite in Württemberg, der an den Besuch Kaiser Wilhelms I. 1885 im Schloss von Hemmingen erinnert. Er gehört zu den höchsten Gedenksteinen in Baden-Württemberg. Ursprünglich zierte ein Metall-Adler die Spitze.
Am Fluss Glems steht die denkmalgeschützte Hagmühle.

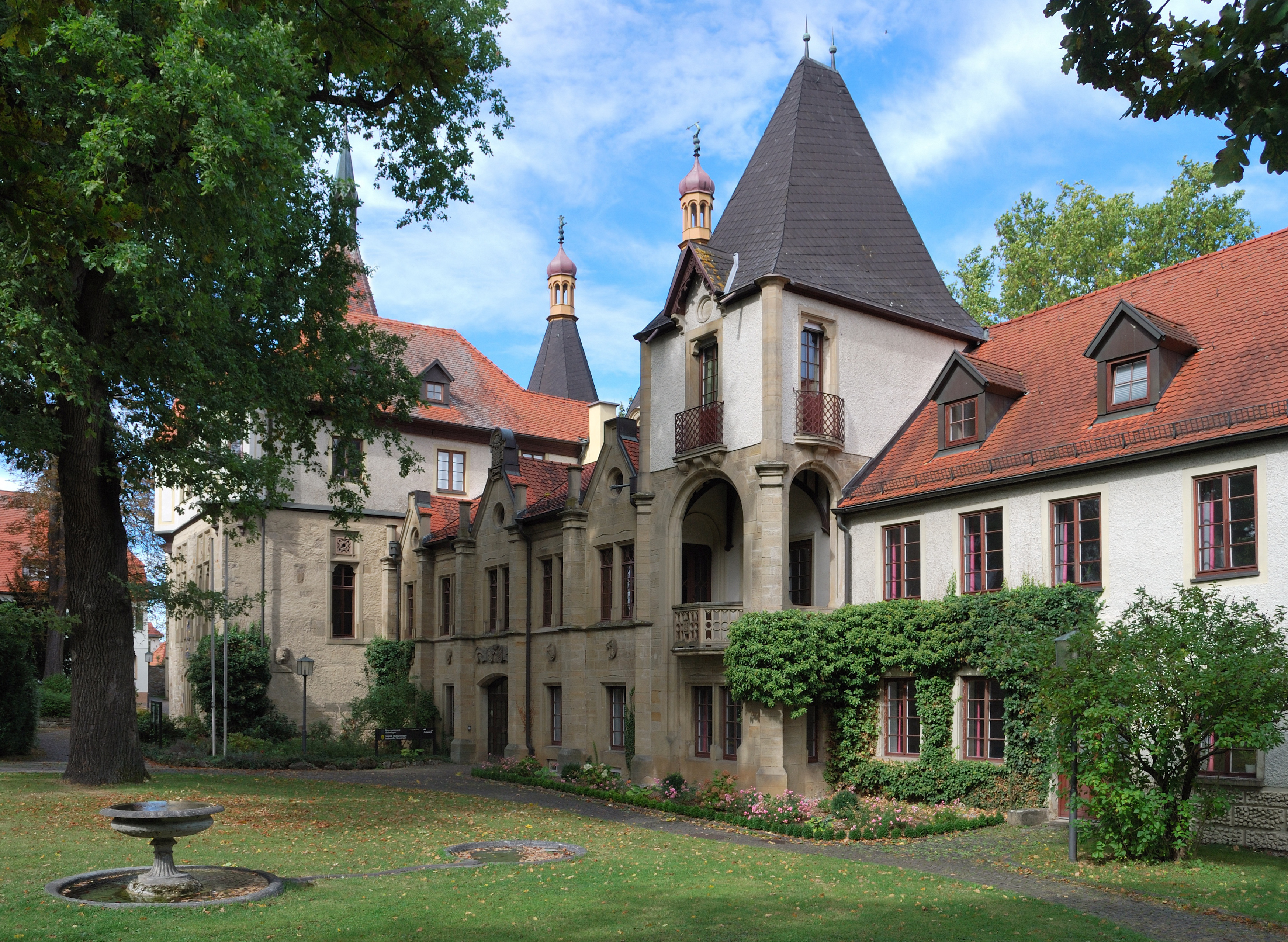
Hemminger Schloss, heute Rathaus
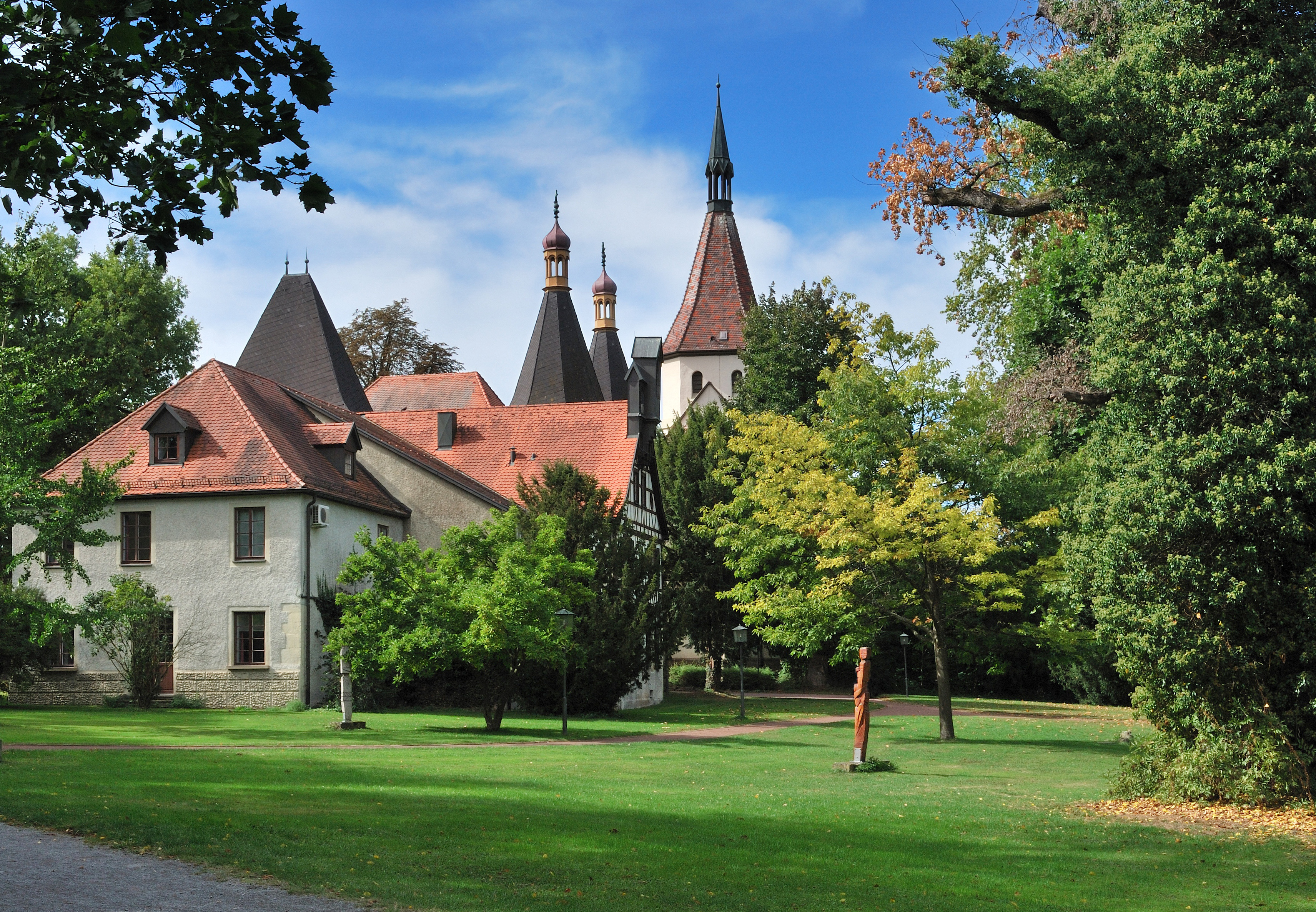
Schlosspark mit Blick auf das Schloss und den Turm der Laurentiuskirche
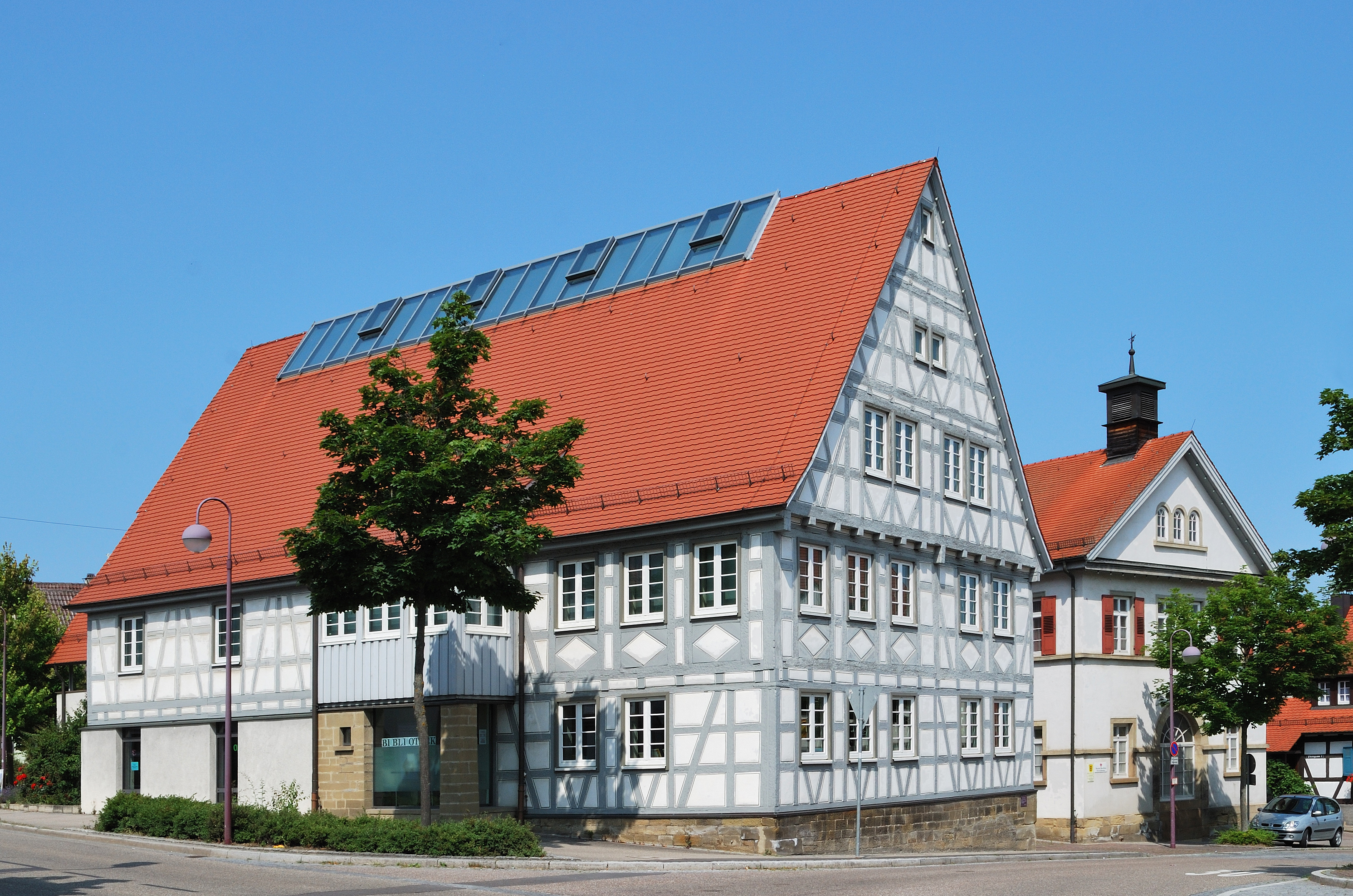
Fachwerkhäuser am Alten Schulplatz
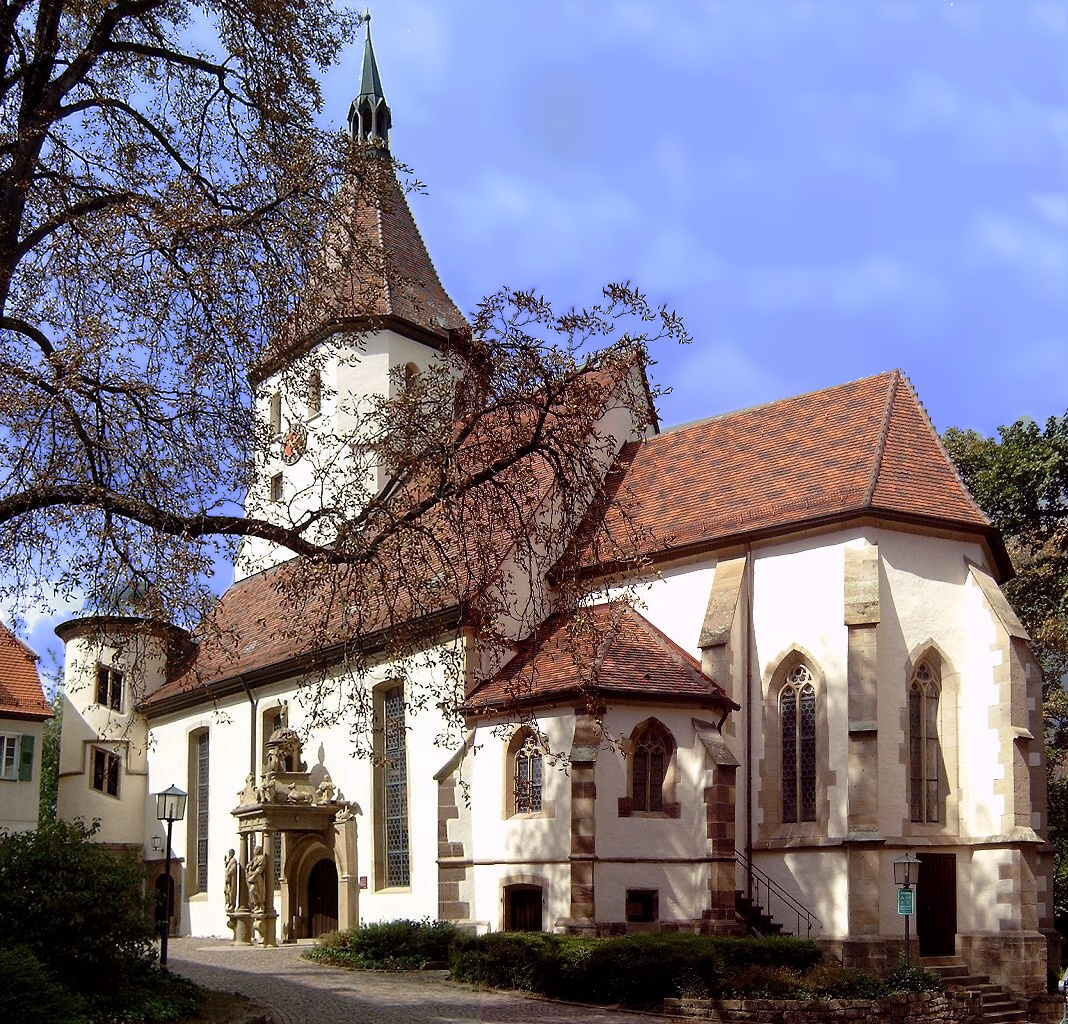
Laurentiuskirche Hemmingen
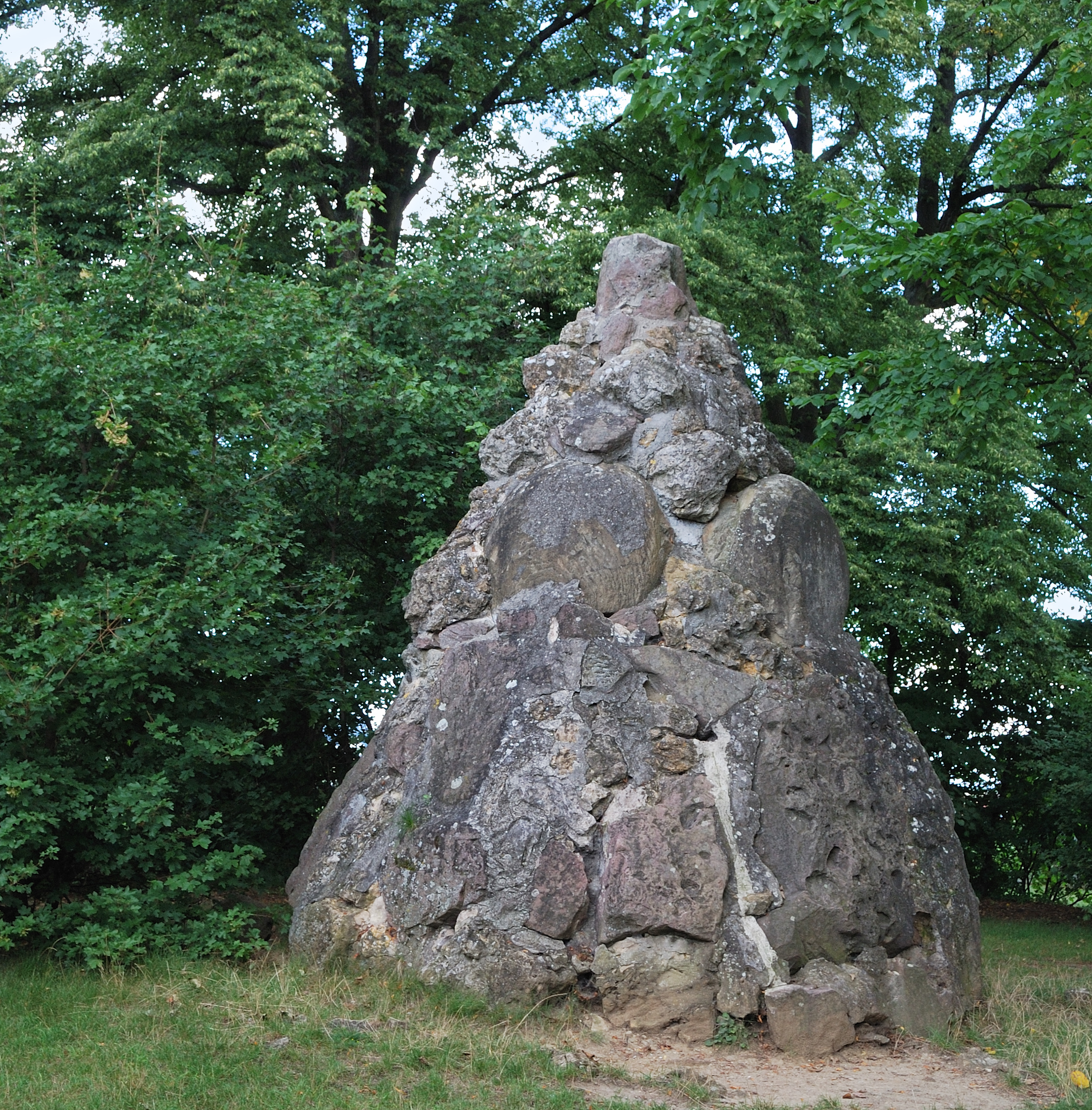
Kaiserstein
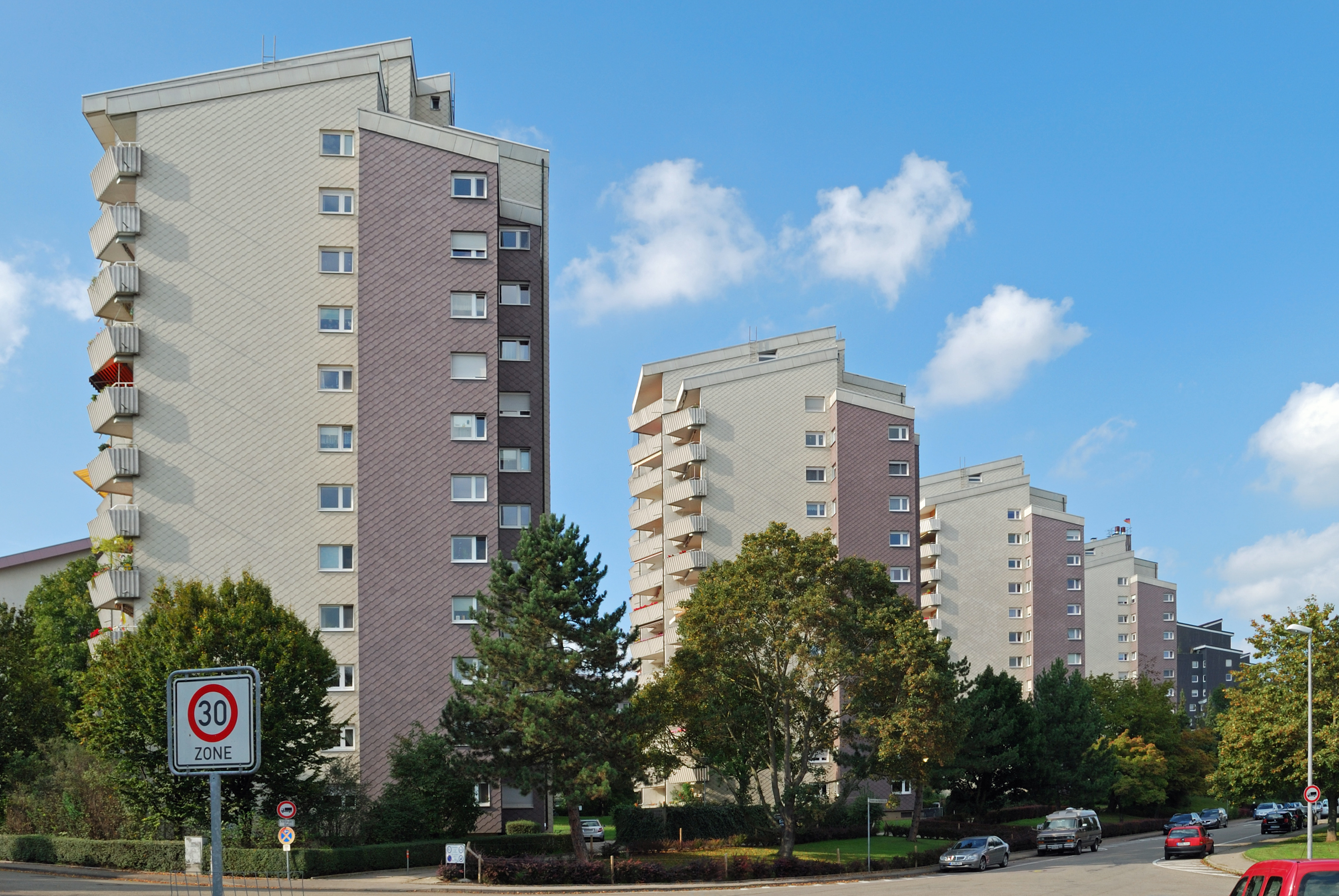
Hochhäuser in der Freiherr-von-Varnbüler-Straße
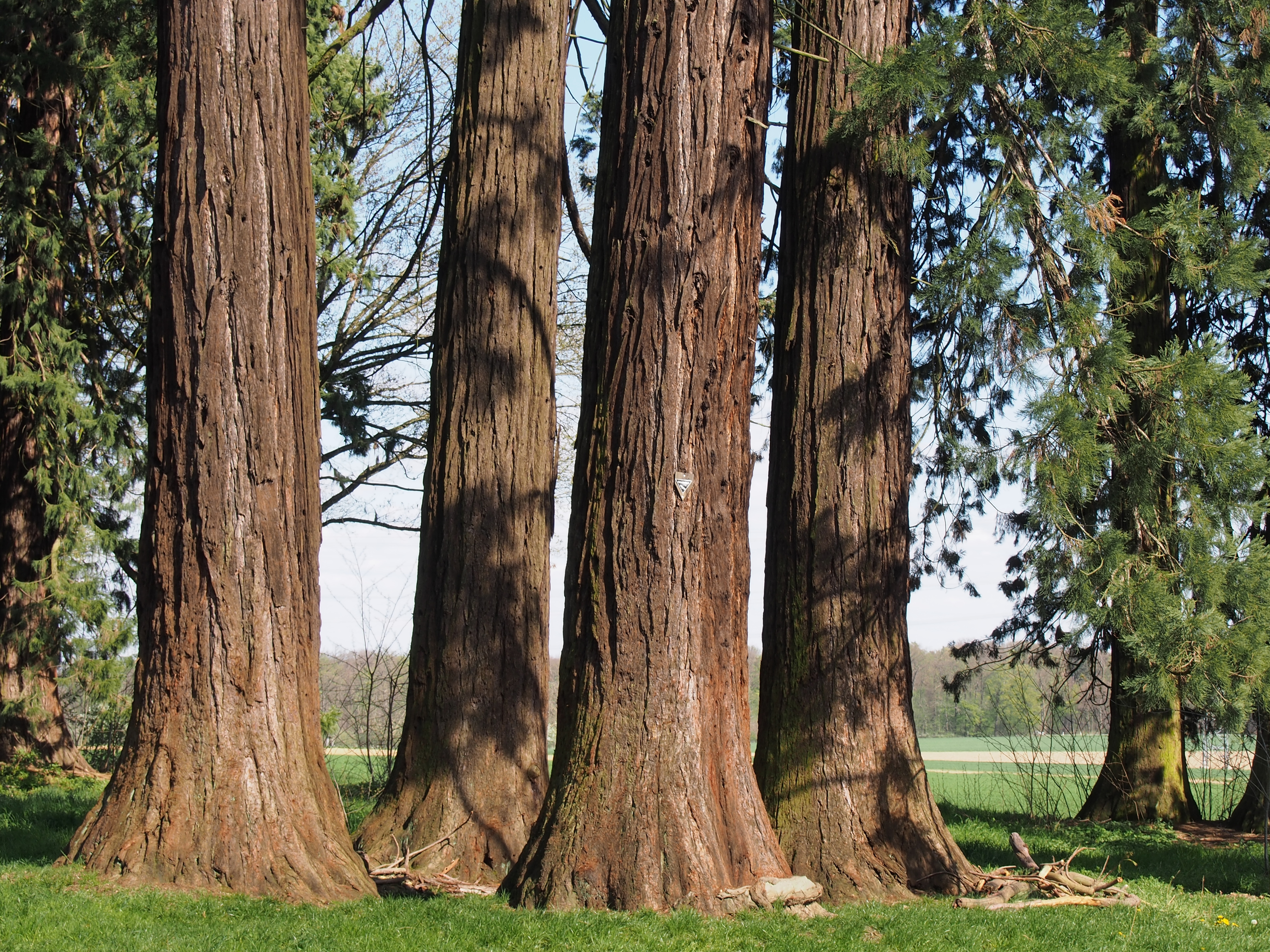
Mammutbäume in Rohrspergwald zwischen Hemmingen und Heimerdingen

### Jugend
Die Gemeinde betreibt das Jugendhaus Astergarten unter hauptamtlicher Leitung.
Die evangelische Jugend Hemmingen (ejh) wurde 2007 als selbständiges Jugendwerk innerhalb der evangelischen Kirchengemeinde gegründet.

## Wirtschaft und Infrastruktur

### Verkehr

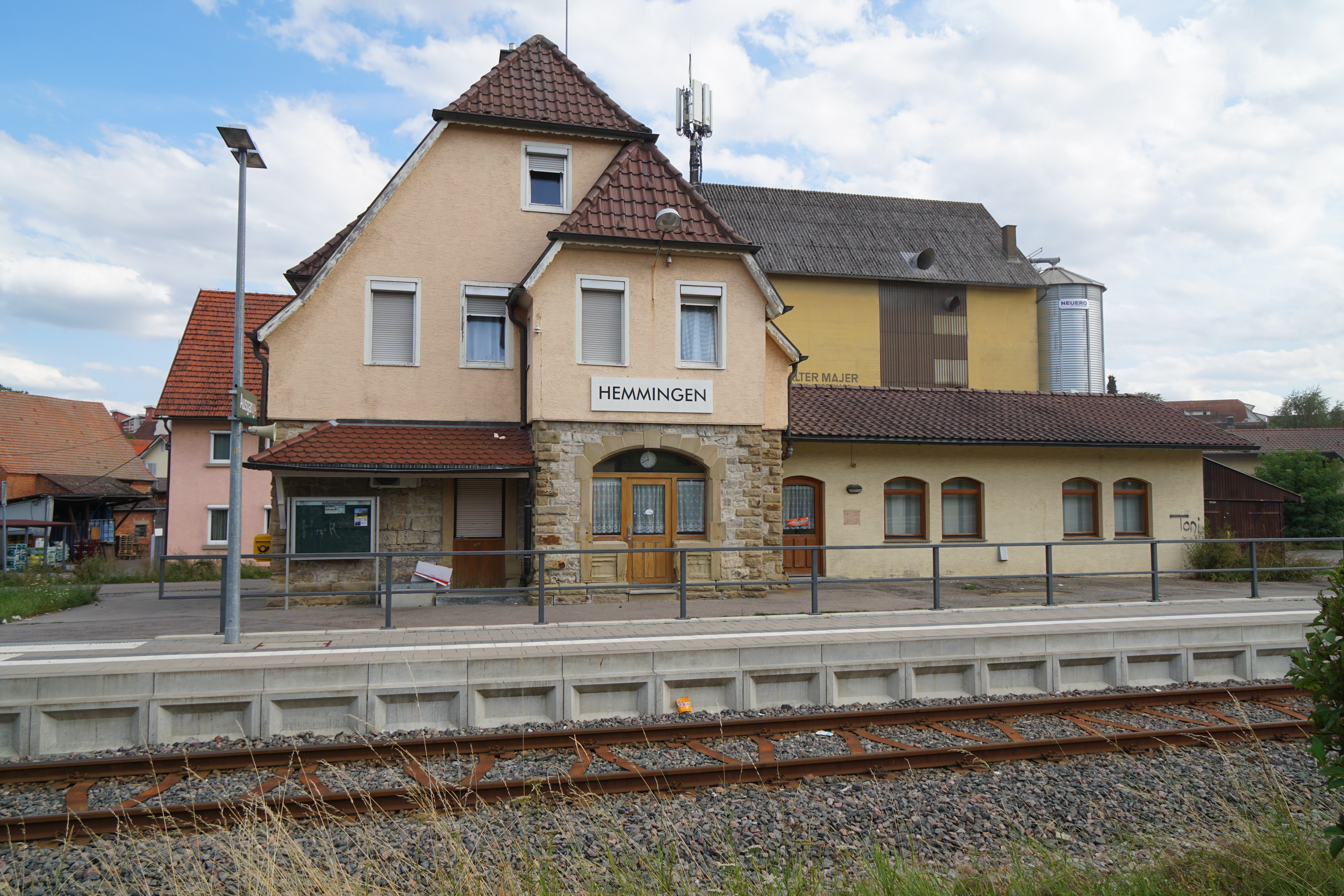
Bahnhof Hemmingen

Seit 1906 gibt es die Strohgäubahn, die werktags im Halbstundentakt und am Wochenende im Stundentakt zwischen Ditzingen-Heimerdingen und Korntal verkehrt. Sie gehört als Linie RB 47 zum Verkehrs- und Tarifverbund Stuttgart und wird vom Zweckverband Strohgäubahn, zu dem der Landkreis Ludwigsburg und die Anliegerkommunen Ditzingen, Hemmingen, Schwieberdingen und Korntal-Münchingen gehören, betrieben. Außerdem gibt es die Buslinien 501, 502, 534, 591, 612, 651 und den Nachtbus N55, die jeweils in die nächsten größeren Orte fahren wie Feuerbach, Ludwigsburg, Leonberg und Zuffenhausen (Nachtbus). Hemmingen wurde am 2. Dezember 2013 in die neugeformte Umweltzone Leonberg/Hemmingen und Umgebung eingebunden.

### Öffentliche Einrichtungen
- Alten- und Pflegeheim sowie eine Tagespflege der kreiseigenen Kleeblatt Pflegeheime.
- Freiwillige Feuerwehr Hemmingen

### Ansässige Unternehmen
- Karl Heck Transporte
- Helukabel
- Hagesüd Interspice Gewürzwerke
- Eisenmann Exhaust Systems
- Küenle Antriebssysteme
- Außenstelle des Porsche Entwicklungszentrums Weissach[9]

### Bildung
Hemmingen verfügt über eine eigene Grundschule. Gemeinsam mit Schwieberdingen wird dort die Glemstalschule als Gemeinschaftsschule betrieben.

### Ver- und Entsorgung
Das Strom- und Gasnetz in der Gemeinde wird von der EnBW Regional AG betrieben. Das Hemminger Trinkwasser ist Mischwasser von der Landeswasserversorgung und der Strohgäu-Wasserversorgung. Die Abfallentsorgung wird von der Abfallverwertungsgesellschaft des Landkreises Ludwigsburg mbH (AVL) übernommen, einer 100%igen Tochtergesellschaft des Landkreises Ludwigsburg. Die AVL ist beauftragt, die Aufgaben zur Vermeidung, Verwertung und Beseitigung von Abfällen im Auftrag des Landkreises Ludwigsburg zu erfüllen.

## Söhne und Töchter der Gemeinde
- Johann Konrad Varnbüler (1595–1657), württembergischer Politiker und Diplomat
- Karl Friedrich Gottlob Varnbüler von und zu Hemmingen (1746–1818), württembergischer Offizier und Landtagsabgeordneter
- Karl von Varnbüler (1809–1889), leitender Minister in Württemberg, MdR
- Hildegard von Spitzemberg (1843–1914), Berliner Salonière der Kaiserzeit
- Axel Varnbüler von und zu Hemmingen (1851–1937), Diplomat
- Eberhard von Hofacker (1861–1928), württembergischer Generalleutnant
- Erich Schairer (1887–1956), Journalist und Publizist
- Gottlieb Leeger (1893–1964), Politiker (FDP/DVP), Landtagsabgeordneter
- Walter Erich Schäfer (1901–1981), Dramaturg und Generalintendant des Württembergischen Staatstheaters Stuttgart
- Hank Häberle (1957–2007), schwäbischer Countrysänger